# Kiln (forn)

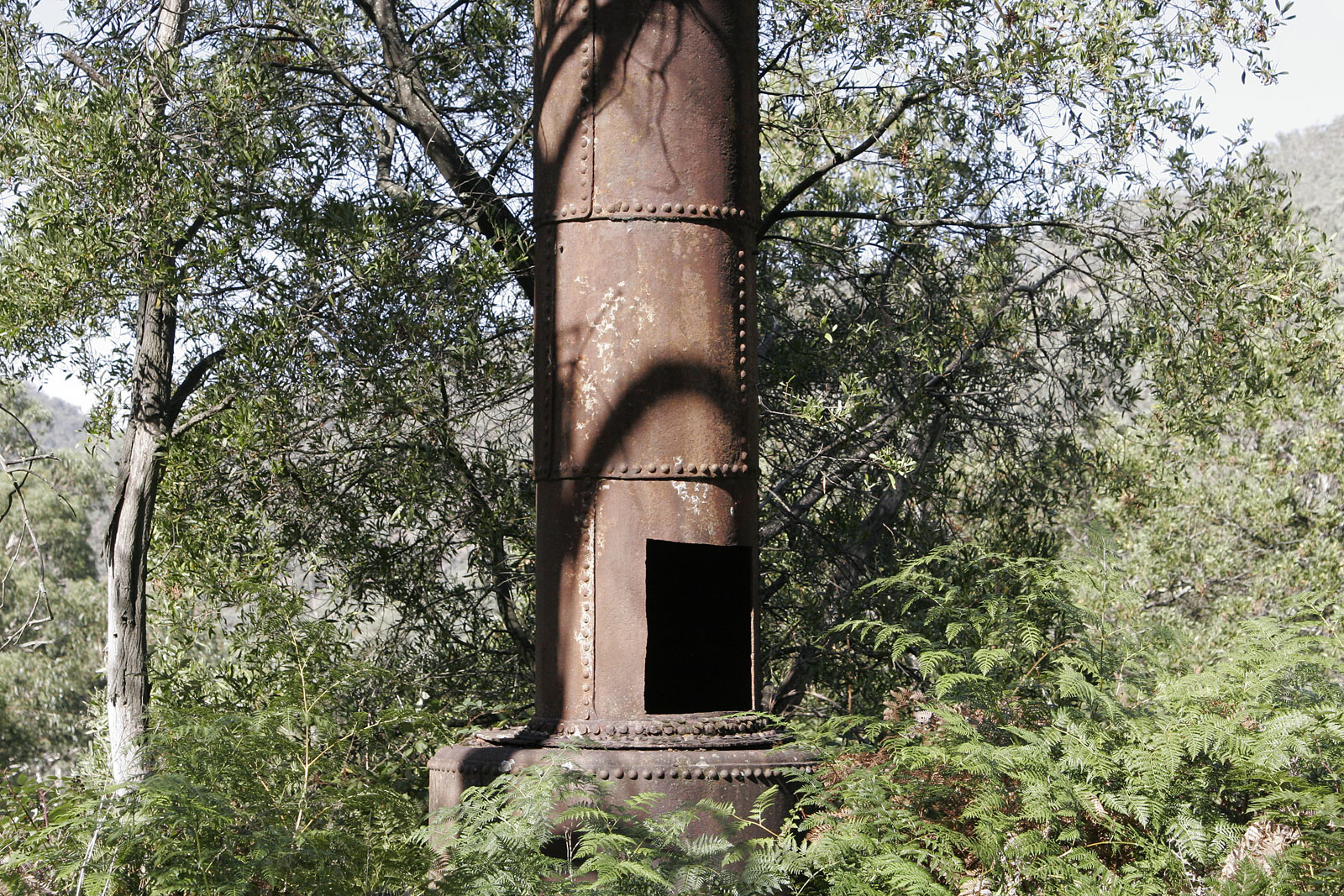
Kiln

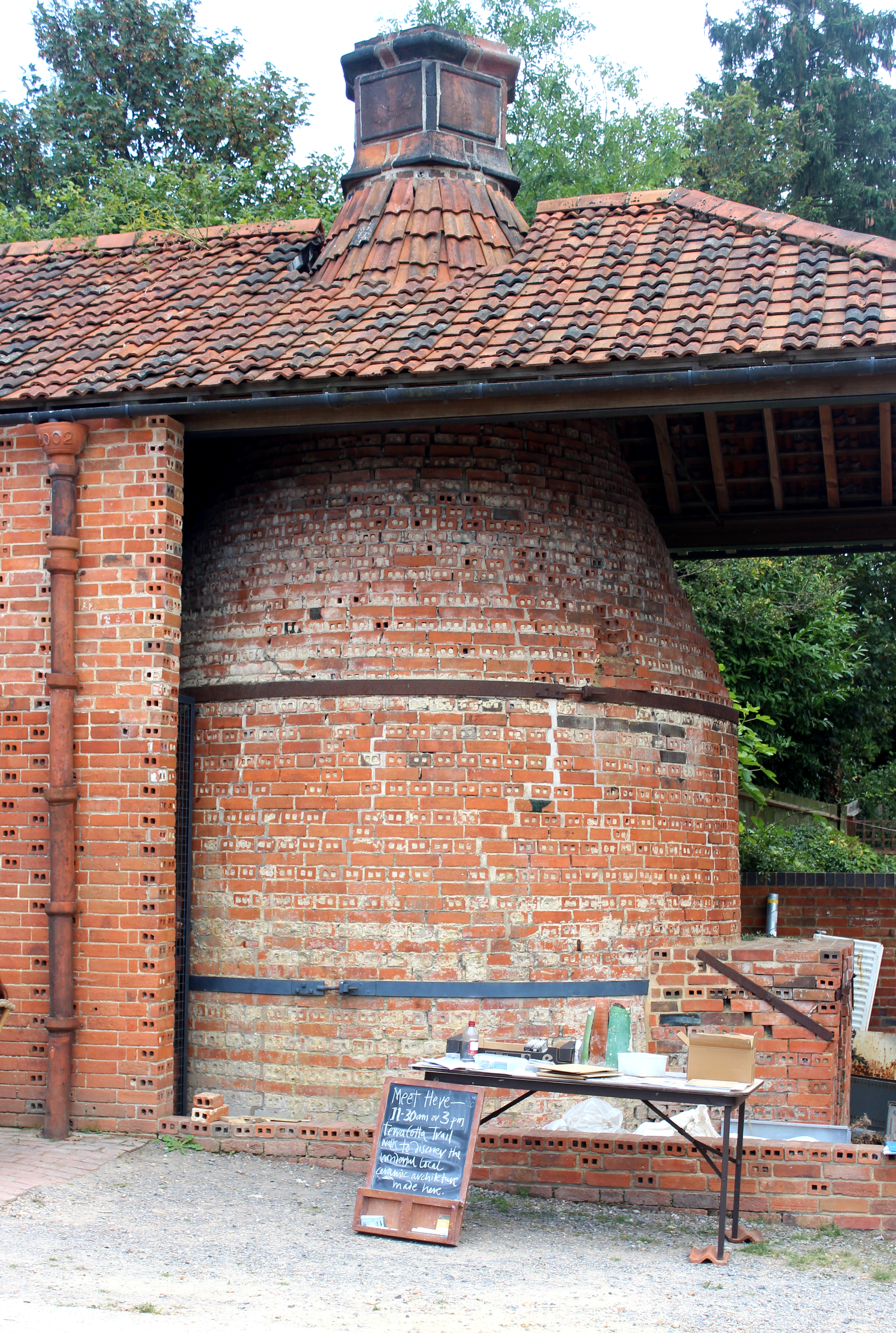
Forn d’ampolla a la Farnham Pottery, Surrey, Anglaterra, que data del 1913 aproximadament.

Un kiln (de l'anglès antic kiln i aquest del llatí culina, 'cuina') és una cambra tèrmicament aïllada o un forn en el qual es produeix un règim de control de la temperatura. Sovint es necessita un kiln per arribar a una temperatura controlada, que moltes vegades és molt alta i com que el disseny dels forns normalment es focalitza en l'aïllament i la capacitat d'agregar combustible al cap d'un cert temps, s'ha de tenir cura de no escalfar el kiln massa de pressa.

## Usos
Els kilns s'utilitzen per endurir, cremar o assecar materials. Els usos específics inclouen:
- Assecar fusta verda perquè pugui ser utilitzada immediatament.
- Assecar fusta per al seu ús com llenya.
- Escalfar fusta al punt de piròlisi per produir carbó.
- Trempar, fusionar i deformar vidre.
- Cremar (a alta temperatura).
- Assecar fulles de tabac.
- Encendre certs materials per formar materials  ceràmics.
- Assecar l malta de l'ordi i altres cereals per a l'elaboració de la cervesa i el whisky.

## Tipus de kilns
- Kiln de maó
- Kiln de ciment
- Forn de calç